# 50553 Dilles
50553 Dilles este o planetă minoră (asteroid), cu un diametru de 2,995 km, din centura de asteroizi. A fost descoperită pe 3 martie 2000 la Catalina Station⁠(d) de Catalina Sky Survey. 
Obiectul prezintă o orbită caracterizată de o semiaxă mare de 2,6558650626731 UAi, o excentricitate de 0,10047933394136, o înclinație de 14,116292541511 ° în raport cu ecliptica.